# Antero de Quental
Antero de Quental (ur. 1842, zm. 1891) – portugalski myśliciel i poeta.

## Życiorys
Antero de Quental urodził się w miejscowości Ponta Delgada na Azorach 18 kwietnia 1842. Jego rodzicami byli weteran wojenny Fernando de Quental i jego żona Ana Guilhermina da Maia. Studiował na uniwersytecie w Coimbrze. Szybko stał się nieformalnym przywódcą studentów. Występując jako rzecznik młodej generacji atakował swojego byłego nauczyciela, znanego poetę i tłumacza Antónia Feliciana de Castilho.
U poety rozwinęła się poważna choroba kręgosłupa. Bezskutecznie leczył się zarówno w kraju, jak i w Paryżu. Cierpiąc z powodu fizycznego bólu, bezsenności i ostrej depresji, 11 września 1891 roku popełnił samobójstwo w Ponta Delgada. Zastrzelił się na ławce w parku.
18 kwietnia 2012 roku, w sto siedemdziesiątą rocznicę urodzin poety, firma Google umieściła w swojej wyszukiwarce doodle jemu poświęcony.

## Twórczość
Ambicją Antera de Quental była filozofia, ale nie miał umysłu analitycznego na tyle, żeby swoje przemyślenia połączyć w spójny system. Dlatego jest znany i ceniony przede wszystkim jako poeta. Był twórcą stosunkowo płodnym. Jego najważniejszym dziełem są Odas Modernas (Ody nowoczesne), wydane w 1865 roku. Antero de Quental pisał poezję kunsztowną. Wykorzystywał klasyczne strofy, w tym tercynę (Panteísmo) i oktawę (À história). Najchętniej wypowiadał się w formie sonetu. Był i jest uważany za mistrza tej formy. W sonetach poeta wyraża swoją postawę życiową, sceptyczną i antyreligijną. Inspiracji szukał w pismach Georga Wilhelma Friedricha Hegla, Gottfrieda Wilhelma Leibniza i Immanuela Kanta, ale także w zabytkach buddyjskich.
Poeta pisał również eseje. Do najważniejszych jego tekstów należy esej Bom Senso e Bom Gosto (Dobry zmysł i dobry gust), opublikowany w 1865 roku, w którym sprzeciwia się modelowi literatury forsowanemu przez Antónia Feliciana de Castilho, twórczości pięknej, ale oderwanej od życia.
W 1922 roku ukazała się anglojęzyczna edycja wierszy poety w tłumaczeniu S. Griswolda Morleya.